# Can Riera (Olot)
Can Riera és una casa modernista d'Olot (Garrotxa) protegida com a bé cultural d'interès local.

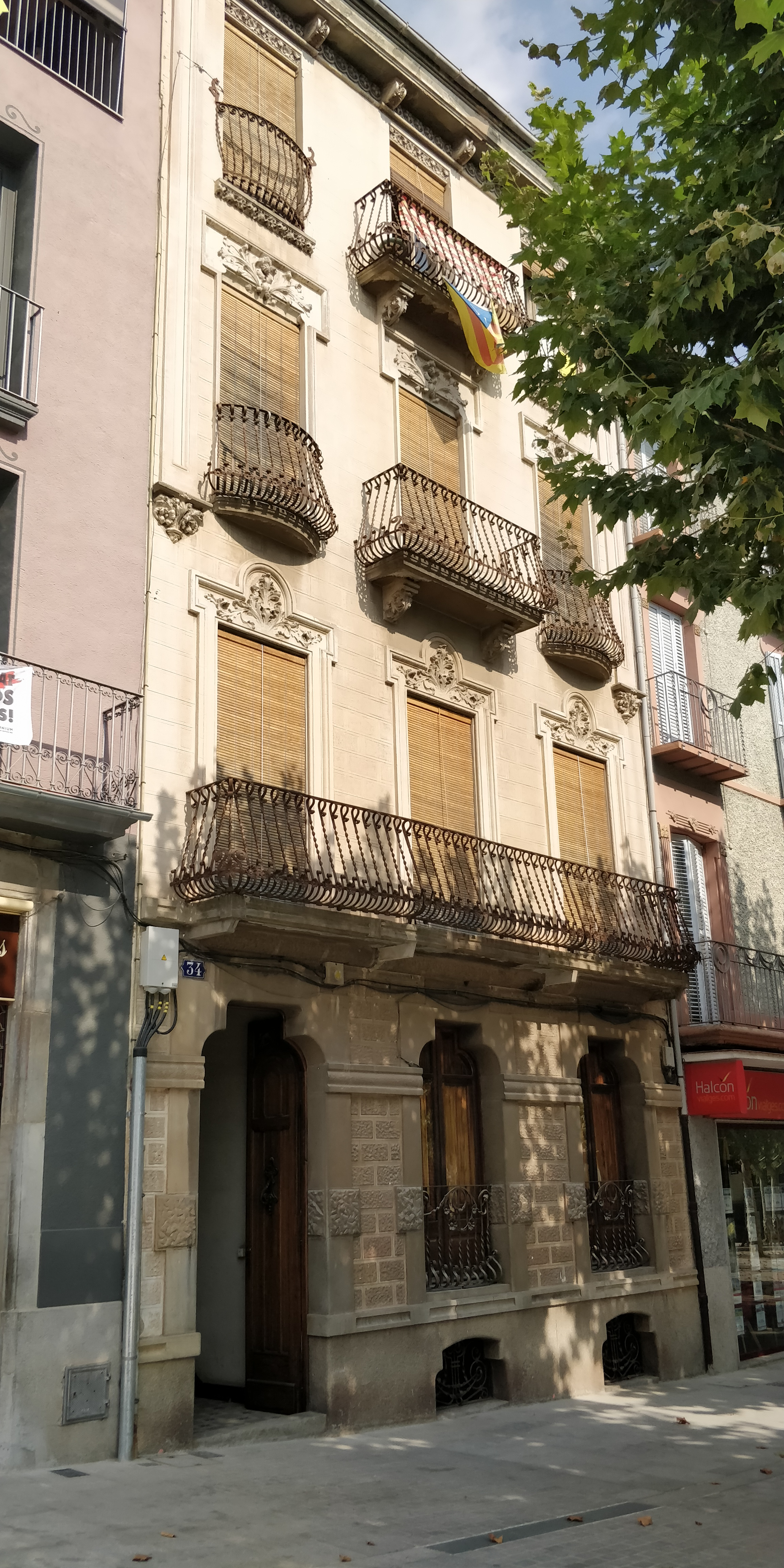

## Descripció
És una casa entre mitgeres que presenta soterrani, amb àmplies reixes de ventilació, planta i dos pisos. La porta principal està ubicada al costat esquerre de la façana. El primer pis té una àmplia balconada, amb tres portes que hi donen accés, emmarcades per entaulaments decorats amb fullatges. El segon i tercer pis disposen d'un ampli balcó central més un a cada costat de forma corbada. Les baranes de la casa són de ferro treballat amb flors en els punts d'unió i passamà caragolat. Els murs foren estucats.

## Història
Els inicis i primera configuració del Firal (passeig d'en Blay) daten de final de segle xv i principi del segle xvi, coincidint amb l'expansió de la ciutat cap al nord-oest. L'any 1842 es realitza el primer projecte de remodelació realitzat per J. Massanés. L'any 1848 s'urbanitza el passeig, essent aquest un dels primers projectes d'enjardinament de la ciutat. L'any 1878 foren trets els dos rengles d'arbres per tal de substituir-los pels quatre rengles actuals. Avui és el centre principal de relació cívica i popular de la vila.